# Albany (Georgie)
Albany je krajské město v Dougherty County v americkém státě Georgie. Město se nachází v jihozápadní části státu. V roce 2011 žilo v Albany 77 595 obyvatel, a proto je město 8. největší v Georgii.

## Demografie
Podle sčítání lidí v roce 2010, žilo ve městě 77 434 obyvatel, 29 781 domácností, a 18 515 rodin. V roce 2011 žilo ve městě 35 797 mužů (46,1%), a 41 798 žen (53,9%). Průměrný věk obyvatele byl 31 let.